# Leone Ginzburg
Leone Ginzburg (Odessa, 4 april 1909 – Rome, 5 februari 1944) was een Italiaanse schrijver, journalist, leerkracht en bovendien een belangrijk antifascistisch politieke activist. Hij streefde naar een sociaaldemocratische maatschappij waarin vrijheid en gerechtigdheid samengaan. Leone was getrouwd met de auteur Natalia Ginzburg. Samen hadden ze twee zonen, Carlo en Andrea, en een dochter, Alessandra.

## Jeugd en onderwijs
Leone kwam uit een welgestelde Russisch Joodse familie. Hij was tien jaar jonger dan zijn broer Nicola en zus Marussia. Het gezin bracht jaarlijks hun zomervakantie door in het Italiaanse Viareggio. Bij het uitbreken van de oorlog in de zomer van 1914 werd de terugreis naar Rusland voor de vijfjarige Leone te riskant beschouwd. Hij werd toevertrouwd aan de zorgen van een familievriendin, Maria Segré, tevens onderwijzeres Frans en Italiaans van de jonge Ginzburgs. Doordat juffrouw Segré ook bevriend was met de familie Levi, werden zo later de contacten gelegd met zijn toekomstige schoonvader Giuseppe Levi.
In 1920 werd Leone opnieuw herenigd met zijn familie, hij verbleef samen met hen twee jaar in Berlijn, om vervolgens met het ganse gezin terug te keren naar Viareggio.
Reeds op zijn achttiende voltooide Leone de vertaling van Tolstojs Anna Karenina, wat zijn literaire talent benadrukte. Hij herkende in Alexander Herzen zijn geestelijke vader en besloot na het lezen van Feiten en gedachten: memoires van Alexander Herzen om in zijn voetsporen te treden en zijn leven te wijden aan de Europese geest. Leone stopte met zijn rechtenstudie om zich volledig te wijden aan de letteren en richtte zich op een universitaire loopbaan.
Tijdens zijn studiejaren bouwde hij contacten op met een duidelijke voorliefde voor een ontwikkeld mondain gezelschap. Dit was af te leiden uit zijn brieven aan de Italiaanse filosoof Norberto Bobbio, die tevens zijn klasgenoot was op het Liceo D’Azeglio in Turijn, en uit zijn correspondentie met Cesare Pavese. In 1928 nam hij voor het eerst contact op met Benedetto Croce, voornamelijk vanuit de overtuiging dat een verzet tegen het fascisme mogelijk was. Hij had reeds op jonge leeftijd een antifascistische gezindheid, maar er was nog geen sprake van een sterke belangstelling voor politiek.
In oktober 1931 verwierf Leone het Italiaans staatsburgerschap, in december datzelfde jaar studeerde hij af met een scriptie over Maupassant.

## Loopbaan
Leone doceerde Russische taal en literatuur aan de universiteit van Turijn en schreef tal van essays. Hij probeerde met zijn werk het beste van het Europese geestesgoed in de meest accurate uitgaven toegankelijk te laten zijn. Hij maakte het overdragen en het bijdragen aan de Europese cultuur tot zijn levenstaak.
In januari 1934 weigerde hij de eed van trouw aan het fascistisch bewind af te leggen. De eedaflegging werd als een verplichting gezien voor privaatdocenten. Zijn aanwezigheid op de universiteit was niet langer gewenst.
In datzelfde jaar stemde hij in met Giulio Einaudi om het tijdschrift La Cultura opnieuw op te richten, dit blad was nauw verbonden met de oorsprong van uitgeverij Einaudi, waar hij samen met Giulio oprichter van was. Later sloot ook Cesare Pavese zich bij hen aan om mee een belangrijke hoofdrol te spelen in de geschiedenis van de uitgeverij.

## Oorlogsperiode

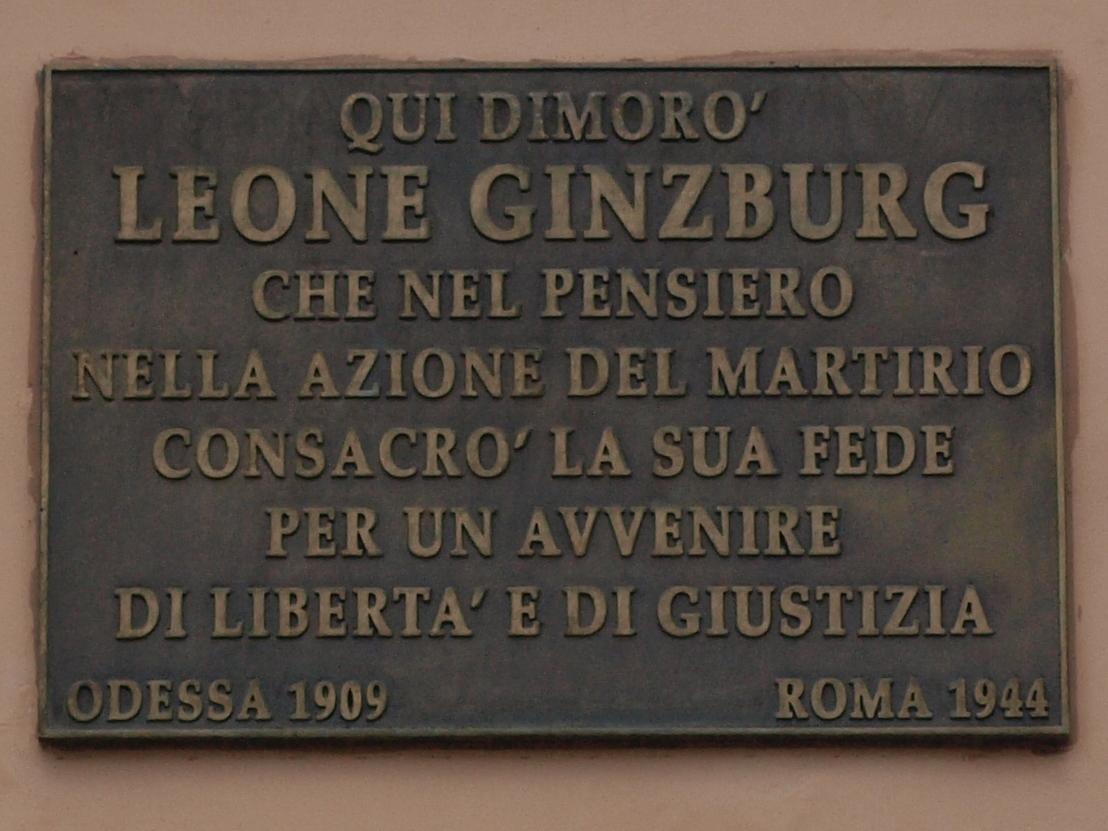
Gedenkteken aan het huis in Pizzoli waar Leone gewoond heeft.

Kort nadat hij zijn baan verloor werden hij en veertien andere Joden gearresteerd voor hun betrokkenheid in de zogenaamde “Ponte Tresa Affaire”. Ze werden beschuldigd van het smokkelen van antifascistische literatuur over de grens van Zwitserland. De straf van Leone was echter licht. Hij werd in 1935 opnieuw gearresteerd voor zijn activiteiten als leider van de Italiaanse afdeling van Giustizia e libertà. Deze werd in 1929 opgericht door Carlo Rosselli.
In 1938 trouwde Leone met Natalia Levi. Datzelfde jaar verloor hij zijn Italiaans burgerschap toen het fascistische regime zijn antisemitische, racistische wetten introduceerde. Vanwege hun Joodse afkomst en antifascistische acties werden de Ginzburgs in 1940 een eerste maal gestraft voor hun daden. Ze werden in ballingschap geplaatst in een arm, afgelegen dorp, namelijk Pizzoli (in de Abruzzi regio gelegen). Hier verbleven ze van 1940 tot 1943.
Ondertussen slaagde Leone erin zijn werk als leider van het Einaudi Publishing House te vervullen. In 1942 richtte hij de Action Party (Partito d'Azione) op. Hij bewerkte ook hun krant L’Italia Libera.

## Overlijden
Na de inval van de Geallieerden in Sicilië en de val van Mussolini in juli 1943 trok Leone terug naar Rome om weer politiek actief te zijn. Toen de nazi's in september van datzelfde jaar binnenvielen slaagde Natalia Ginzburg erin om samen met de kinderen te vluchten. Ze klommen in een Duitse truck en zeiden de chauffeur dat ze Duitse oorlogsvluchtelingen waren die hun paspoorten verloren hadden. Ze ontmoetten Leone opnieuw in de hoofdstad Rome waar ze hun verzet bleven verderzetten. Op 20 november 1943 werd Leone, die ondertussen onder de schuilnaam Leonida Gianturco opereerde, gearresteerd vanwege zijn werk voor de clandestiene krant van het verzet, L’Italia libera. De Italiaanse fascisten leverden hem over aan de Duitsers. In de staatsgevangenis van Rome, die Regina Coeli, Koningin des hemels werd genoemd, schreef hij, wat later zijn laatste levensteken bleek te zijn, een brief aan zijn Natalia. Hij eindigde zijn brief met deze laatste passage:
"Ik houd van je met alle vezels van mijn wezen. Maak je niet te veel zorgen om me. Stel je maar voor dat ik een krijgsgevangene ben; er zijn er zoveel, vooral in deze oorlog; en de overgrote meerderheid keert terug. Laten we hopen dat we bij deze meerderheid horen, hè, Natalia? Ik kus je nogmaals en nog eens en nog eens. Wees dapper".
Het was in februari 1944 dat Leone door nazibeulen mishandeld en doodgemarteld werd. Hij was net 34 jaar geworden.

## Voetnoten
1. ↑  Nexus, 2003 nummer 35, Tilburg, pg. 93-94 (de volledige laatste brief van Leone aan zijn vrouw Natalia).

- Bibsys: 15005016
- Bibliothèque nationale de France: cb144750420 (data)
- Gemeinsame Normdatei: 119050811
- International Standard Name Identifier: 0000 0001 0056 4349
- Library of Congress Control Number: nr91034101
- MusicBrainz: d06376d3-77bb-4854-ab97-dc521787a00b
- Nationale Bibliotheek van Tsjechië: js2008480015
- Nationale bibliotheek van Australië: 36000443
- Nationale Bibliotheek van Israël: 987007261748805171
- Nederlandse Thesaurus van Auteursnamen: 275399656
- Istituto Centrale per il Catalogo Unico: CFIV020120
- SNAC: w6hz44dp
- Système universitaire de documentation: 069441243
- Trove: 1179373
- Virtual International Authority File: 94052107
- WorldCat: E39PBJtcCcJ4rMmqXP9vfX7WDq